# Verein zur Unterstützung unbemittelter auswärtiger Brunnen- oder Badebedürftiger an den Mineralquellen zu Aachen und Burtscheid
Der Verein zur Unterstützung unbemittelter auswärtiger Brunnen- oder Badebedürftiger an den Mineralquellen zu Aachen und Burtscheid wurde von Aachener und Burtscheider Medizinern gegründet, um auswärtigen Kranken, die sich eine Kur aus finanziellen Gründen nicht leisten konnten, einen Aufenthalt in den Thermalbädern von Aachen und Burtscheid zu ermöglichen. Gleichzeitig hat der Verein nach 1835 die Aufgabe vom preußischen Militär übertragen bekommen, jährlich einer gewissen Anzahl von Militärangehörigen die unentgeltliche Rehabilitation zu gewährleisten.

## Erste Anfänge
Nach der Verstaatlichung der Aachener und Burtscheider Bäder aufgrund eines Dekretes von Napoléon Bonaparte vom 22. November 1811 kam es zu einem großen Einbruch im Kurbetrieb. In einer Kabinettsorder vom 10. April 1818 wurde der Stadt Aachen und Burtscheid das Eigentum an den Bädern und Thermalquellen zurückübertragen. Auf Initiative des seit 1818 tätigen Stadtphysicus Eduard Hoepffner wurde bereits in den Jahren um 1820 mehrfach angeregt, Kranken, denen es an finanziellen Mitteln fehlte, die Brunnenkur sowie den Aufenthalt in Aachen zu ermöglichen. Der Bürgermeister der Stadt, Wilhelm Daniels wies jedoch 1821 den Antrag auf finanzielle Unterstützung seitens der Stadt ab. Bei der Herausgabe der Festschrift anlässlich der Grundsteinlegung des Elisenbrunnens am 16. November 1822 bestand Hoepffner darauf, dass der Erlös vom Verkauf dieser Schrift „Zum Besten auswärtiger, der Brunnencur bedürftiger Armen“ zugutekommt. 1823 stiftete Prinz Wilhelm von Preußen zehn Friedrichsdor zur Unterstützung der Bedürftigen.
Am 24. Juni 1823 gründete sich das Institut zur Unterstützung der Brunnen-Cur hieselbst bedürftiger kranker Armen. Zunächst wurde veranlasst, dass unter den betuchten Kurgästen Spenden eingesammelt und nur auswärtige Kranke unterstützt wurden. Der Vorstand des Instituts wandte sich jedoch auch in einer Mitteilung an die Aachener Bevölkerung mit der Bitte um finanzielle Unterstützung, damit in Zukunft auch Bedürftigen aus Aachen eine Kur in den Bädern ermöglicht werden kann. Seitens der Stadtverwaltung gab es zunächst Bedenken, dass die Sammlung der Spenden Kurgäste abschrecken könnte. Gleichzeitig wurde befürchtet, dass die Bedürftigen nicht wieder in ihre Heimat zurückkehren und so der städtischen Armenkasse zur Last fallen würden.  Im ersten Jahr wurden zunächst zehn auswärtige Kranke unterstützt. Neben den Sammlungen bei den Kurgästen, erhielt das Institut Gelder von städtischen Behörden (125 Taler), von den Einwohnern Aachen und Burtscheids (100 Taler), von der Spielbank (40 Taler), von einem „vermögenden auswärtigen Wohltäter“ (550 Taler) sowie von den Gemeinden Eupen und Kettenis. Die Zahl der Unterstützten erhöhte sich in den Folgejahren bis auf 27 (1828). Gleichzeitig wurde ein Teil  des Kapitals zur Errichtung eines eigenen Badehauses zurückgehalten.  Nach dem Tod Hoepffners im Jahr 1827 übernahm Leopold Zitterland die Leitung des Institutes. In den nächsten Jahren hatte das Institut zunächst mit finanziellen Schwierigkeiten aufgrund ungeschickter Finanztransaktionen zu kämpfen.

## Gründung des Vereins 1835
Am 7. Februar 1830 erhielt das Institut aufgrund einer königlichen Kabinettsorder eine Zuwendung von 5660 Talern aus dem Taxwert des Bongardklosters in Aachen. Mit dieser finanziellen Unterstützung wurde auch eine neue Satzung für den „Verein zur Unterstützung unbemittelter auswärtiger Brunnen- oder Badebedürftiger an den Mineralquellen zu Aachen und Burtscheid“ am 29. Juli 1834 verabschiedet und durch königlichen Erlass vom 10. Mai 1835 in Kraft gesetzt. Zu den Gründungsmitgliedern gehörten neben den Medizinern Leopold Zitterland, Johann Peter Joseph Monheim, Johann Jacob May und Heinrich Stephan auch satzungsgemäß zwei Pfarrer und ein Regierungsvertreter.

## Ziele des Vereins
Der Verein unterstützt unbemittelte, auswärtige Personen, die aufgrund gesundheitlicher Einschränkungen eine Kur in Aachen und Burtscheid benötigen. Kosten für ärztliche Behandlungen, Arzneimittel, den Gebrauch der Bäder sowie teilweise für Verpflegung und Unterbringung werden von dem Verein nach Nachweis der Bedürftigkeit übernommen. Reisekosten wurden nur für die Rückreise gewährt. In Abhängigkeit von der finanziellen Ausstattung des Vereins können auch Aachener und Burtscheider Bürgern die freie Benutzung der Bäder ermöglicht werden.  Mit der Unterstützung von auswärtigen Kranken soll gleichzeitig der Bekanntheitsgrad der Aachener und Burtscheider Kureinrichtungen in Deutschland und im Ausland erhöht werden.

## Zusammenarbeit mit der Militärverwaltung
Mit der königlichen Zuwendung aus dem Jahr 1830 war gleichzeitig die Auflage zur Schaffung eines Militärbadehauses verbunden. In der Zeit vom 17. Juni 1830 bis 6. Juni 1834 wurden intensive, teilweise äußerst kontroverse  Verhandlungen zwischen dem Verein und der Intendantur des  8. Armeekorps geführt. Am 17. November 1835 wurde ein Vertrag zwischen dem Intendanten des 8. Armeekorps, Friedrich von Ribbentrop, und dem Verein unterzeichnet. Hierin verpflichtet sich der Verein jährlich 10–12 Militärangehörige unentgeltlich zu Kurzwecken aufzunehmen. Soldaten und Unteroffizieren wurde dabei kostenlose ärztliche Versorgung, Unterkunft und Verpflegung gewährt – Offiziere mussten dagegen ihre Verpflegung selbst bestreiten.

## Badehäuser des Vereins

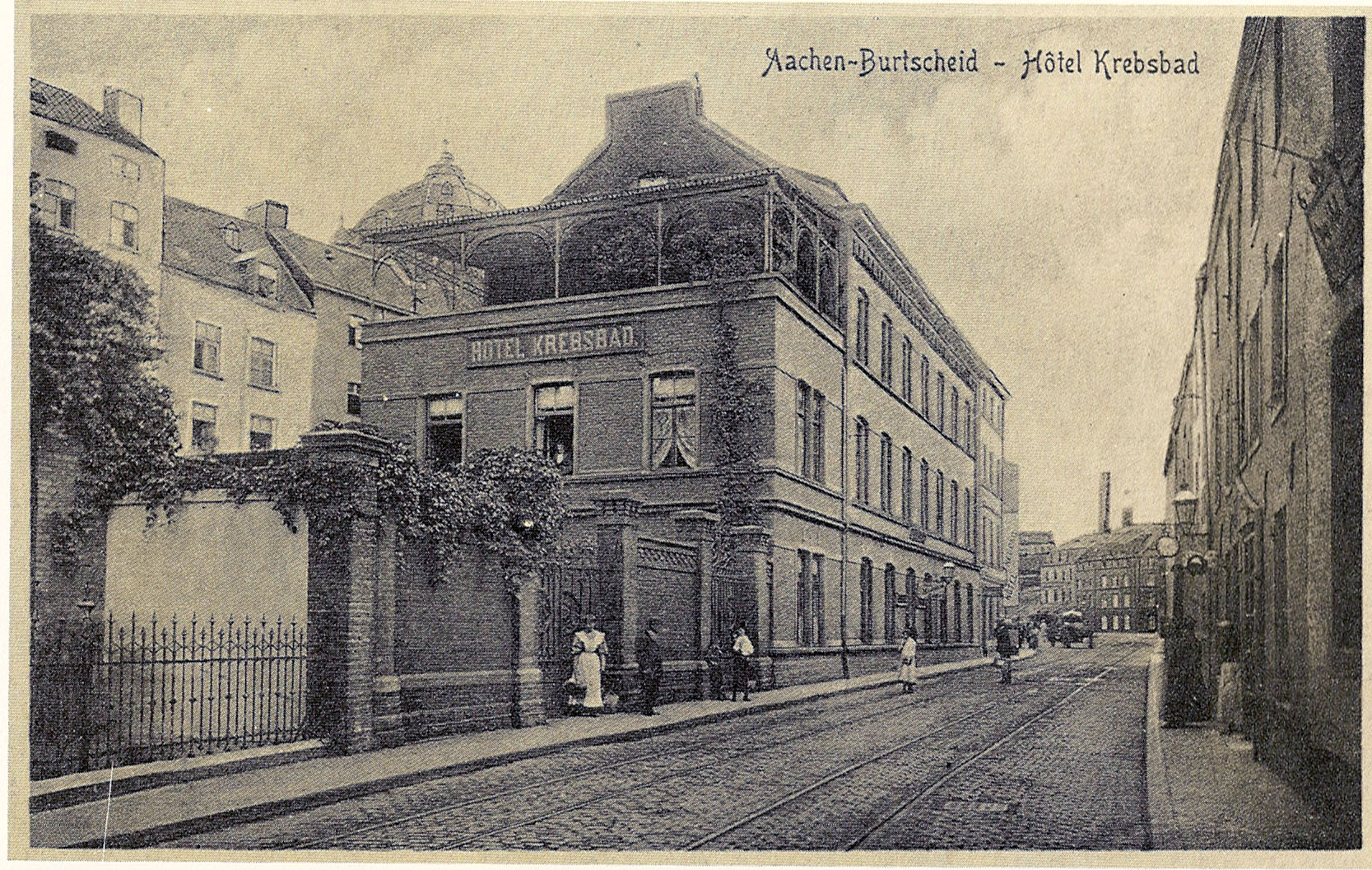
Das Krebsbad um 1915

1835 wurde vom Verein für 7900 Taler das Krebsbad in Burtscheid erworben. Das Krebsbad wurde damals sowohl vom Kochbrunnen als auch von einer um 1800 neu entdeckten eigenen Quelle, der Krebsbadquelle, mit Thermalwasser versorgt. 1835 wurde zunächst geplant, das Krebsbad niederzulegen und durch einen geteilten Neubau zu ersetzen. In einem Teil des Bades sollten die „armen Kranken“ untergebracht werden, im anderen Teil war die Errichtung eines mondänen Gasthofs für den allgemeinen Kurbetrieb geplant. Diese Pläne wurden jedoch nicht verwirklicht. 1884 wurde aufgrund von akuter Einsturzgefahr und Bodensenkungen der Abriss des Krebsbades beschlossen.

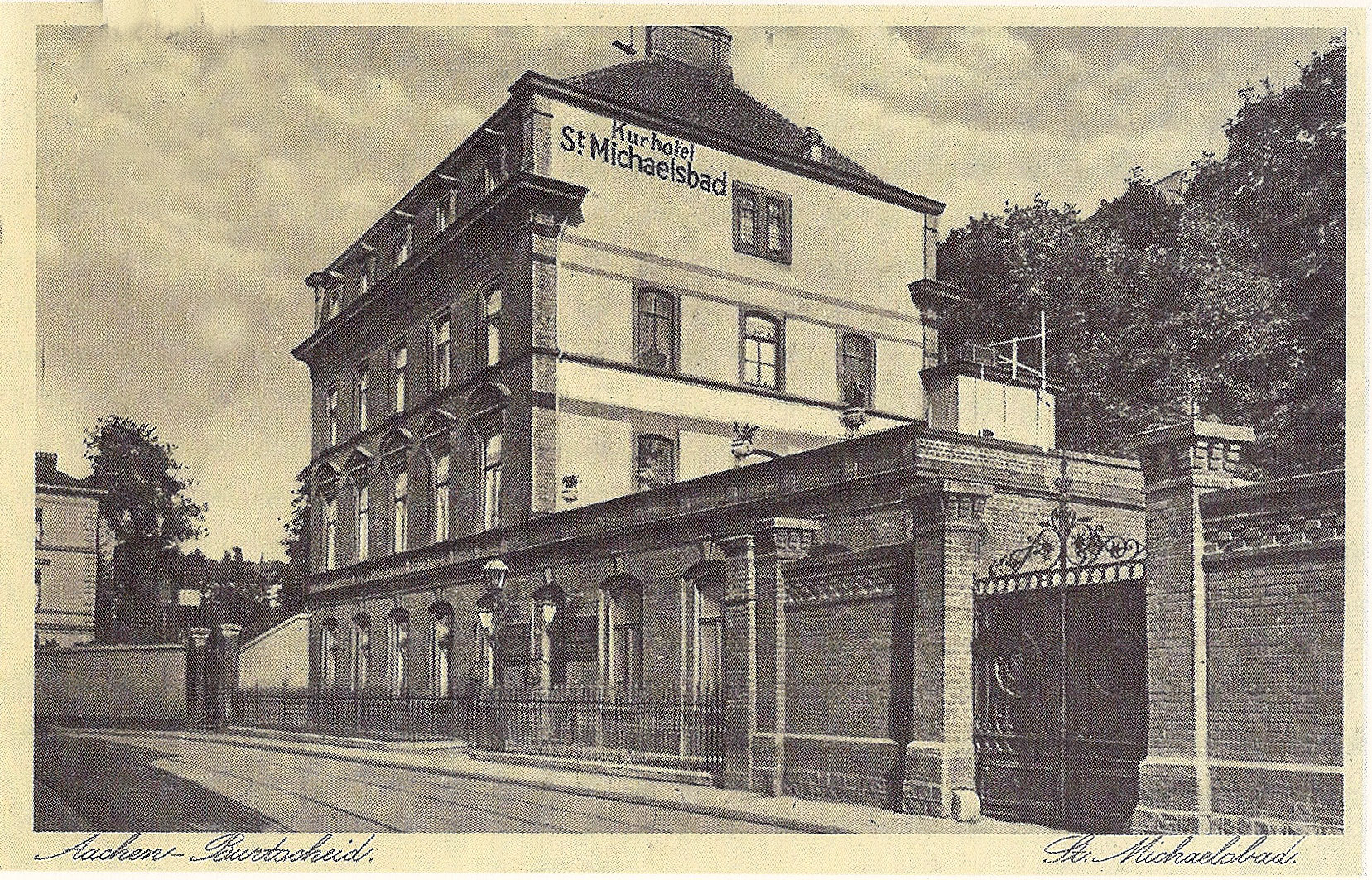
Das Michaelsbad, Anfang des 20. Jahrhunderts

1887 begann man an gleicher Stelle mit der Errichtung eines Neubaus.
1875 konnte der Verein ein benachbartes Grundstück erwerben. 1881 bis 1882 wurde auf diesem Grundstück unter Leitung des Bauunternehmers Carl Rhoen das Michaelsbad errichtet. Ein Teil der notwendigen finanziellen Mittel für den Neubau stiftete der Aachener Verein zur Beförderung der Arbeitsamkeit, der auch in den Folgejahren den Verein durch zahlreiche Zuwendungen finanziell unterstützte. Darüber hinaus wurde ein Kredit bei der evangelischen Gemeinde in Burtscheid aufgenommen, um die Bausumme von 90.000 Mark aufzubringen.
Beide Badehäuser verfügten über eigene Thermalquellen, wurden aber zusätzlich mit Thermalwasser des Kochbrunnens versorgt. Ab 1875 wurde im Krebsbad zusätzlich eine Pumpe zur Förderung des Thermalwassers eingebaut, 1903 die Quelle künstlich vertieft und ab 1904 Thermalwasser der Wollbrühquelle zugeleitet. Mit Errichtung der Landesbadklinik (1907–1912) und der Anlegung der dortigen Quellkammern sank der Thermalquellspiegel weiter ab und die Bäder waren zunehmend auf zugeleitetes Thermalwasser angewiesen.
Nach dem Ersten Weltkrieg bis 1925 waren die Bäder durch die belgische Besatzungsarmee beschlagnahmt. Nach dem Abzug der Belgier wurde das Michaelsbad 1925 grundlegend erneuert und renoviert. Krebs- und Michaelsbad wurden, wie fast alle Badehäuser in der Burtscheider Dammstrasse, bei Bombenangriffen 1944 zerstört und nicht wieder aufgebaut. Anfang der 1950er Jahre setzte sich der Verein zusammen mit anderen Burtscheider Bürgervereinen vergeblich  bei der Verwaltung von Stadt, Land und Bund vehement  für den Wiederaufbau der Burtscheider Bäder ein.

## Chronik des Vereins
- 1835 Verleihung von Körperschaftsrechten und Genehmigung der Satzung durch den König  Friedrich Wilhelm III.; Ankauf des Krebsbades
- 1846–1852 Berichte über Baufälligkeit des Krebsbades; Neubau wird aus finanziellen Gründen abgelehnt
- 1853–1859 heftige Kontroverse mit dem Militärfiskus über die Anzahl der aufzunehmenden Militärangehörigen (1853: 9 Soldaten und 2 Offiziere)
- 1859 polizeiliche Genehmigung zur Aufstellung von Sammelbüchsen an öffentlichen Thermalbrunnen in Aachen und Burtscheid
- 1861 Vorschlag des Badeinspektors Bernhard Maximilian Lersch zur Errichtung einer Militärbadeanstalt
- 1874 Kranke, die an Syphilis leiden, werden nicht mehr aufgenommen, weil entsprechende separate Räumlichkeiten im Krebsbad fehlen
- 1875 Ankauf des Nachbargrundstücks des Krebsbades
- 1881–1882 Bau des Michaelsbades in Nachbarschaft des Krebsbades durch Carl Rhoen; Einweihung 1. Januar 1883
- 1883–1885 Beschwerden über den baulichen Zustand des Krebsbades; 1886/87 Abriss
- 1887 Neubau Krebsbad
- 1896 Steuererlass für das Krebsbad; 1901 Steuerfreiheit für das Michaelsbad
- 1903–1906 Absenkung des Thermalwasserspiegels im Bereich von Krebs- und Michaelsbad; Bau einer Thermalwasserleitung von der Wollbrühquelle (1904)
- 1908 weitere Absenkung des Thermalwasserspiegels durch Bau der Quellkammer des Landesbades
- 1918 Vermietung des Michaelsbades an die Aktiengesellschaft für Kur- und Badebetrieb
- 1919–1925 teilweise Beschlagnahmung der Gästezimmer durch die belgische Besatzungsarmee; ab 1920 werden die Bäder des Michaelsbades für die Bevölkerung freigegeben
- 1925–1928 Renovierung der Bäder, Installation einer Warmwasserheizung
- 1933–1934 Installation einer Warm-Kaltwasseranlage in den Badehäusern
- 1944 Zerstörung der Badehäuser durch alliierte Bombenangriffe

Der Verein unterstützte jährlich bis zu 70 auswärtige Kranke (1896). Die dem Verein angehörenden Ärzte behandelten die Patienten in der Regel unentgeltlich. In den 1930er Jahren wurden im Durchschnitt 1.000 Aufenthaltstage, 600–700 Thermalbäder, 200–300 Thermalduschen, 200–350 Massagen durch den Verein finanziert.
Der Verein wurde nach dem Ende des Zweiten Weltkrieges aufgelöst.

## Leitung  des Vereins  bzw. Instituts
- 1822–1825: Johann Hüsgen, Regierungskonsistorialrat, später Generalvikar des Erzbistums Köln
- 1825–1827: Eduard Heinrich Hoepffner, Regierungs- und Medizinalrat
- 1827–1867: Friedrich Wilhelm Leopold Zitterland, Regierungs- und Medizinalrat
- 1868–1892: Johann Gerhard Joseph Schervier, Sanitätsrat, Stadtphysikus
- 1892–1915: Carl Hommelsheim, Sanitätsrat
- 1915–1921: Alfons Klausener, Beigeordneter
- 1921–1932: Heinz Rüland
- 1932-    : Hermann Gatersleben, Chefarzt